# Lorenzo III Suárez de Figueroa
Lorenzo III Suárez de Figueroa (1505-1528) fue el III conde de Feria entre  1506 y 1528. 

## Biografía
Lorenzo III Suárez de Figueroa fue hijo de Gomes II Suárez de Figueroa, II Conde de Feria y de María Álvarez de Toledo, hija de García Álvarez de Toledo y Carrillo de Toledo, I duque de Alba de Tormes. 
A pesar de que su mandato fue corto y parte de él en minoría de edad, el III Conde tomó decisiones fundamentales para el futuro de la Casa de Feria, como fue su casamiento.
Casó en 1518 con Catalina Fernández de Córdoba y Enríquez, II Marquesa de Priego y Señora de las Casas de Córdoba y Aguilar. 
El enlace de Lorenzo III con Catalina fue el primer intento de unificar las Casas de Feria y Priego en una misma casa nobiliaria. A pesar de que el Marquesado de Priego y el Condado de Feria no estaban muy desequilibrados en propiedades y rango, la Grandeza de España que poseía el Marquesado de Priego pero no el Condado de Feria, determinó que en las capitulaciones matrimoniales previas al casamiento aquel fuera predominante con respecto al éste. Por ello los hijos del matrimonio antepusieron el apellido Fernández de Córdoba al de Suárez de Figueroa, haciéndose llamar Fernández de Córdoba y Figueroa y el Conde de Feria hubo de anteponer el título de Marqués de Priego al de Conde. También hubo otras capitulaciones favorables al marquesado, como la adopción del águila de San Juan en el blasón del matrimonio, que luego se fueron derogando con el paso del tiempo, gracias a la comprensión y buena voluntad de la Marquesa. 
Durante su gobierno el III Conde se mantuvo fiel a la monarquía, tanto por tradición como porque no podía ser de otra forma, dado que el autoritarismo de la Casa de Habsburgo no dejaba resquicios a insubordinaciones. 
Su servicios al Emperador del Sacro Imperio Romano Germánico durante la Guerra de las Comunidades fueron compensados con la Alcaldía mayor de Córdoba y la tenencia de la Alcazaba de Antequera. 
Después ocupó cargos cortesanos como gentilhombre del Emperador Carlos V o como miembro del Consejo Imperial. El Conde tuvo una excelente biblioteca muestra de que poseyó un buen nivel intelectual. 
Con respecto a la gobernación del Condado de Feria, compró a Pedro de Solís la villa de Salvatierra de los Barros en 1520, y aprobó las primeras ordenanzas municipales de Zafra en 1528. 
Fundó el convento de Santa Marina en 1521 y en 1526 el convento de la Cruz extramuros.
Lorenzo III murió dejando a su mujer a cargo de sus seis hijos, todos menores de edad. A diferencia de sus antepasados, no se encuentra enterrado en Zafra sino en Montilla.
Le sucedió en la Casa de Feria su hijo primogénito Pedro I Fernández de Córdoba y Figueroa.